# Zwergengalerie Schloss Weikersheim
Die Zwergengalerie Schloss Weikersheim oder auch Gnomengalerie Schloss Weikersheim ist eine Reihe von sechzehn karikaturistisch in Stein gehauenen Figuren im Park von Schloss Weikersheim, die den Hofstaat einer barocken Duodez-Residenz darstellen.

## Beschreibung

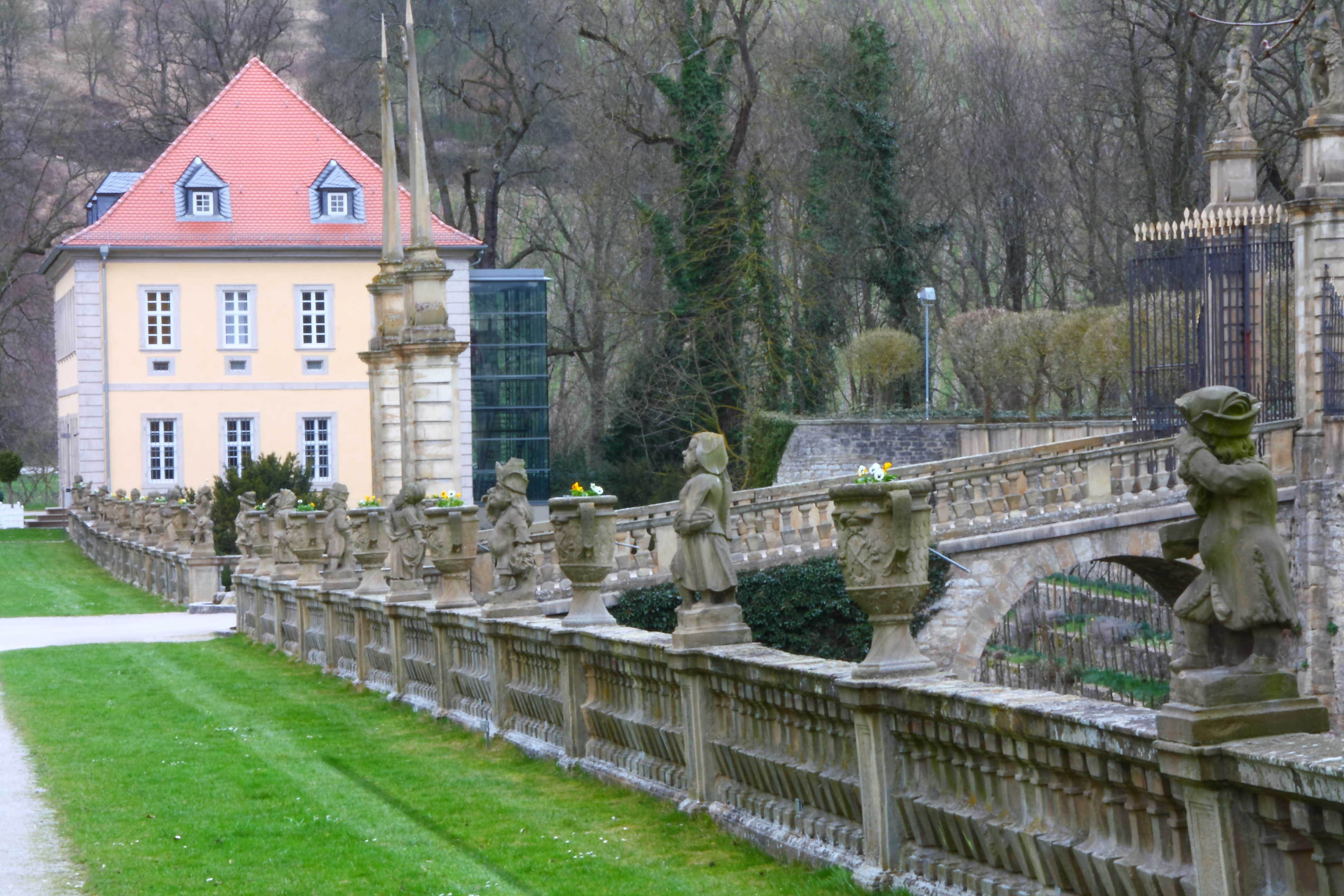
Blick über die Zwergengalerie zum Gewehrhaus

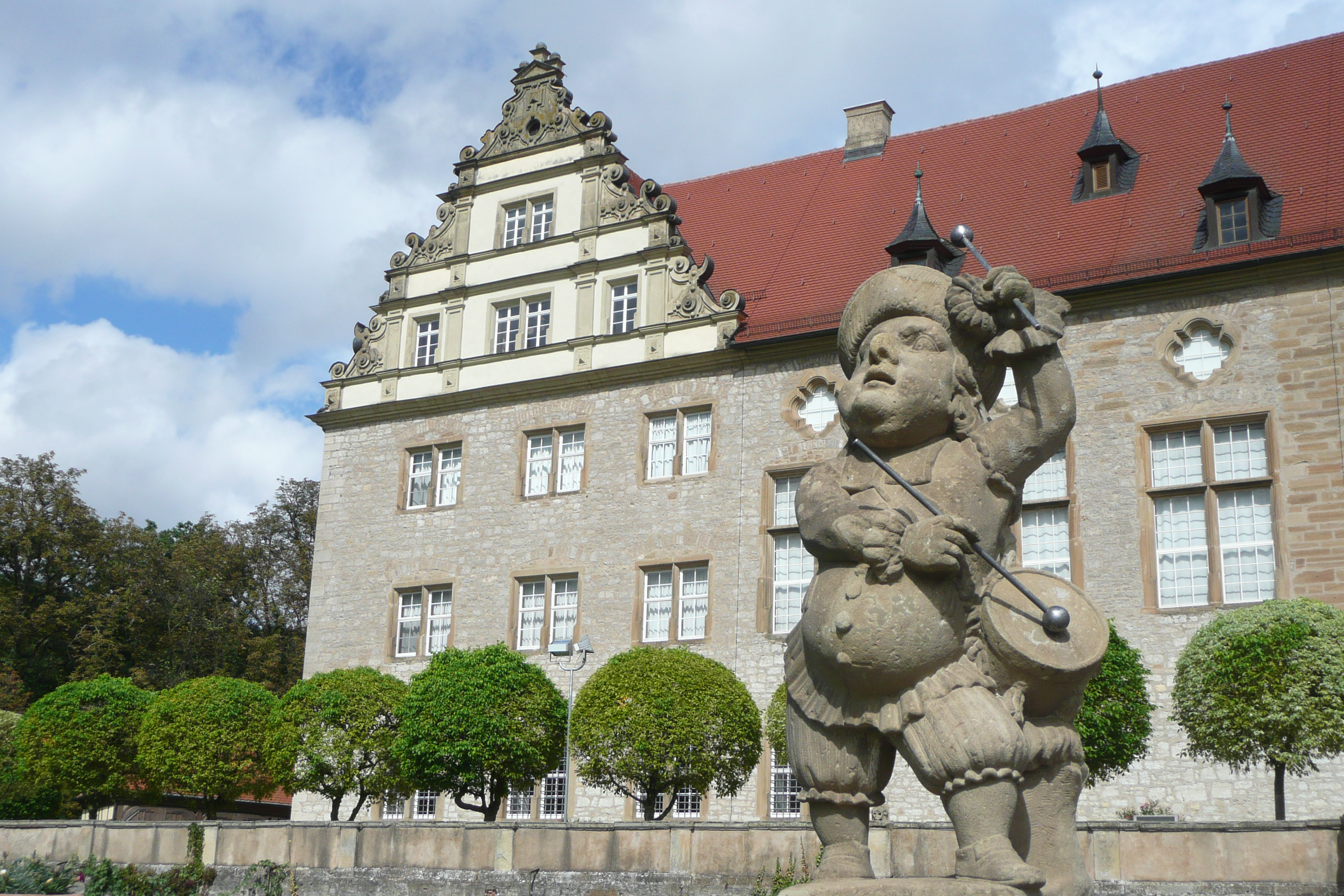
Trommler-Zwerg vor dem Schloss

Diese Figuren gelten heute, zumal in dieser Größe, als das einzige vollständig erhaltene Ensemble eines barocken Zwergengartens. Die Inspiration zu solchen Zwergenfiguren, die im frühen 18. Jahrhundert in Süddeutschland, Österreich und Böhmen sehr beliebt waren, ging letztlich meist ganz allgemein auf die Radierungen Jacques Callots, nämlich auf seine Werkserie der Gobbi, zurück, wobei sich nur die wenigsten direkt darauf bezogen. Die Weikersheimer Zwerge können sogar als ganz eigenständige Schöpfungen betrachtet werden. Ebenso wie die ca. 100 anderen Skulpturen des Weikersheimer Hofgartens sind sie aus dem gelblich-grünen Werksandstein der Keuperbrüche der nahgelegenen Orte Freudenbach bei Creglingen und Mangoldsall bei Kupferzell gehauen. Sämtliche Figuren wurden von dem Künzelsauer Bildhauer und Bildschnitzer Johann Jacob Sommer (1645–1715) sowie seinen Söhnen Johann Friedrich, Georg Christoph und Philipp Jakob aus der Künstlerfamilie Sommer geschaffen. Deren Honorar bestand zu je einem Drittel aus Geld, Frucht (Korn) sowie aus „mittelmäßigem und angebrochen Wein“. Johann Jacob Sommer lieferte in den Jahren 1711 und 1712 vierzehn dieser Zwerge. Die „Cammer-Cassa-Rechnungen“ notierte: „Vor 14 Stück bilter in garten so Zwerglen gestalt worden sind, Jedes à 8 Rh(einische) Daller Thut 168 fl“. Wann die restlichen zwei Figuren geliefert wurden, ist nicht bekannt.
Eine Mythologisierung und gelehrte Bezugnahme der Porträtierten zur Antike, wie sie bei den anderen Statuen des Hofgartens stattfindet, gibt es hier nicht. Die Darstellung ist volkstümlich, derb und humorvoll. Vom sogenannten Gewehrhaus zum Gärtnerhaus posieren: der Hofjägermeister, der Hofnarr, die Hirtin, der Kellermeister (Becher schwingend mit einem veritablen Schinken), die verliebte Hofgärtnerin mit kokett entblößtem Knie und Rosenstrauß, der Faulpelz, die Haushofmeisterin, der Trommler, der Wachtmeister, die Hofdame mit Maske, der Herr Hofrat, die mopsgeplagte Kammerzofe, der Kassier mit halbleerem Beutel, die Hofköchin, der bärtige Hofjude (Bankier) Lämle Seeligmann und der Braumeister. Die Namen der Figuren stammen vermutlich aus dem 19. Jahrhundert.
Der in Weikersheim geborene Mundartdichter Heinz Sausele widmete dem Ensemble einen Gedichtzyklus. Über den Hofjägermeister schrieb er: „Zu schauen ist auf diesem Bild / Hofjägermeister Hans von Wildt / Ein grimmer Herr, stark im Latein / ergeben sehr dem Schmecker-Wein. / Ob Weiblichem er zugetan? / O nein! Er war ein Jägersmann.“ .

## Galerie
Die Zwergengalerie Schloss Weikersheim umfasst die folgenden 16 Zwerge:

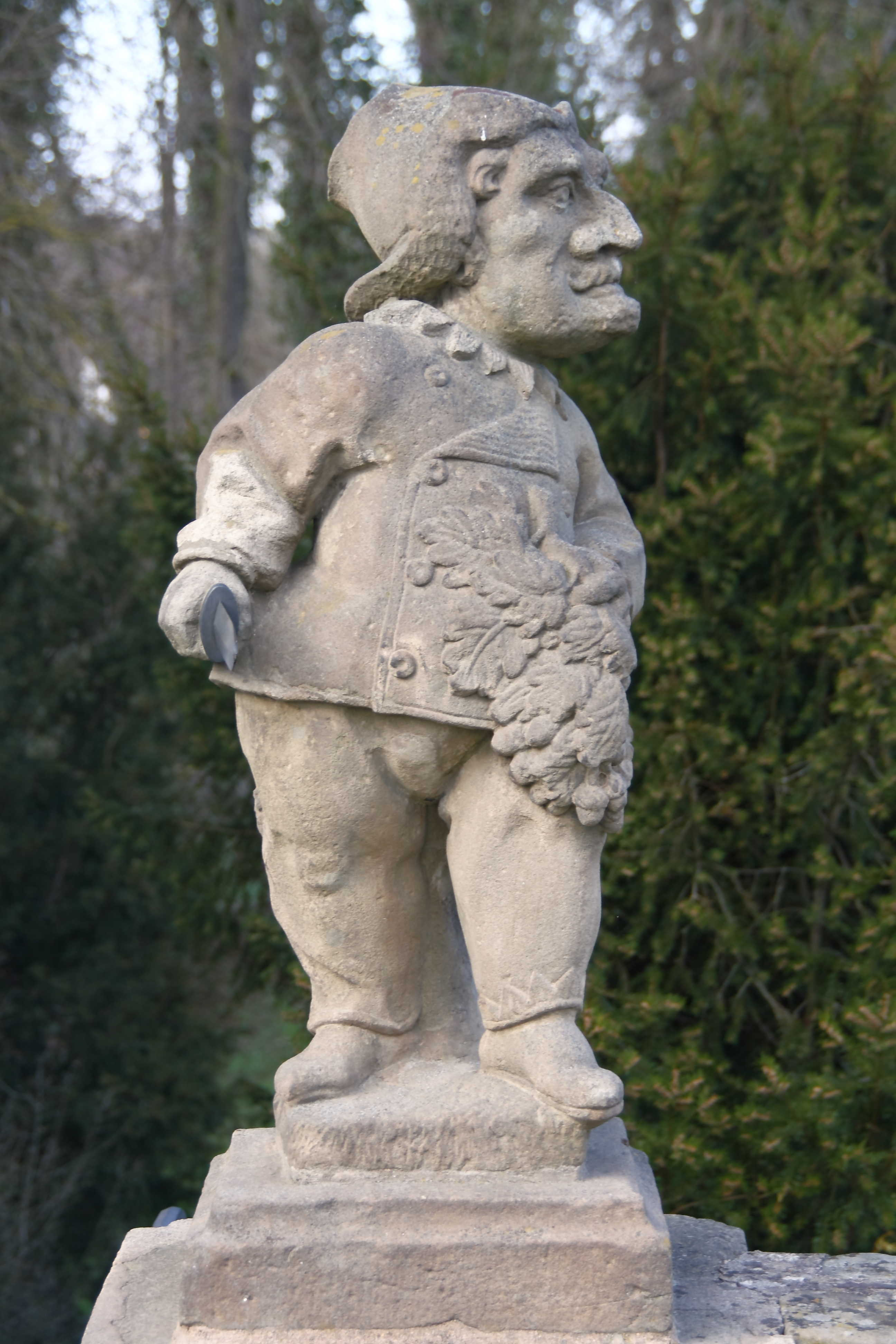
I. Der Hofjägermeister
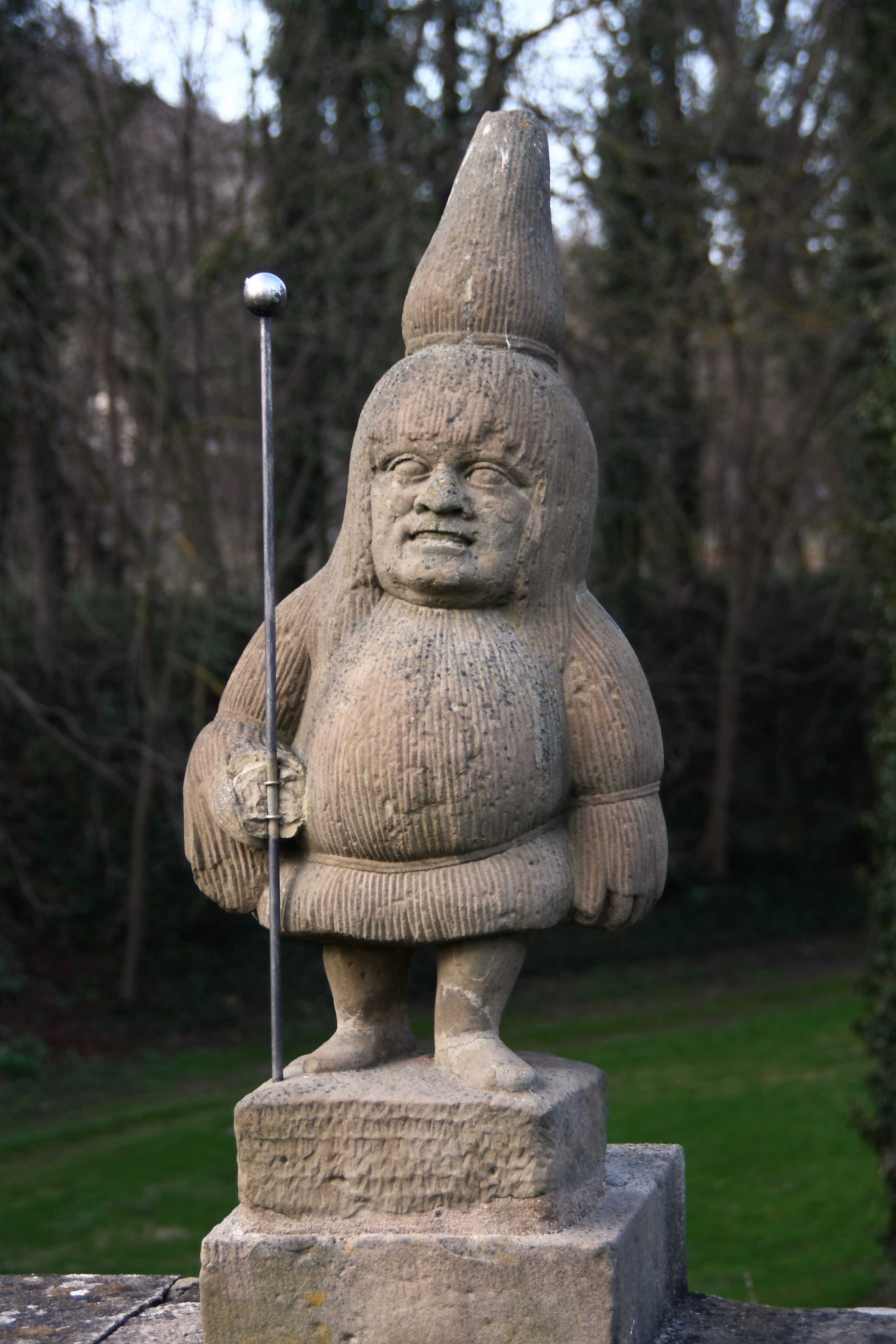
II. Der Hofnarr
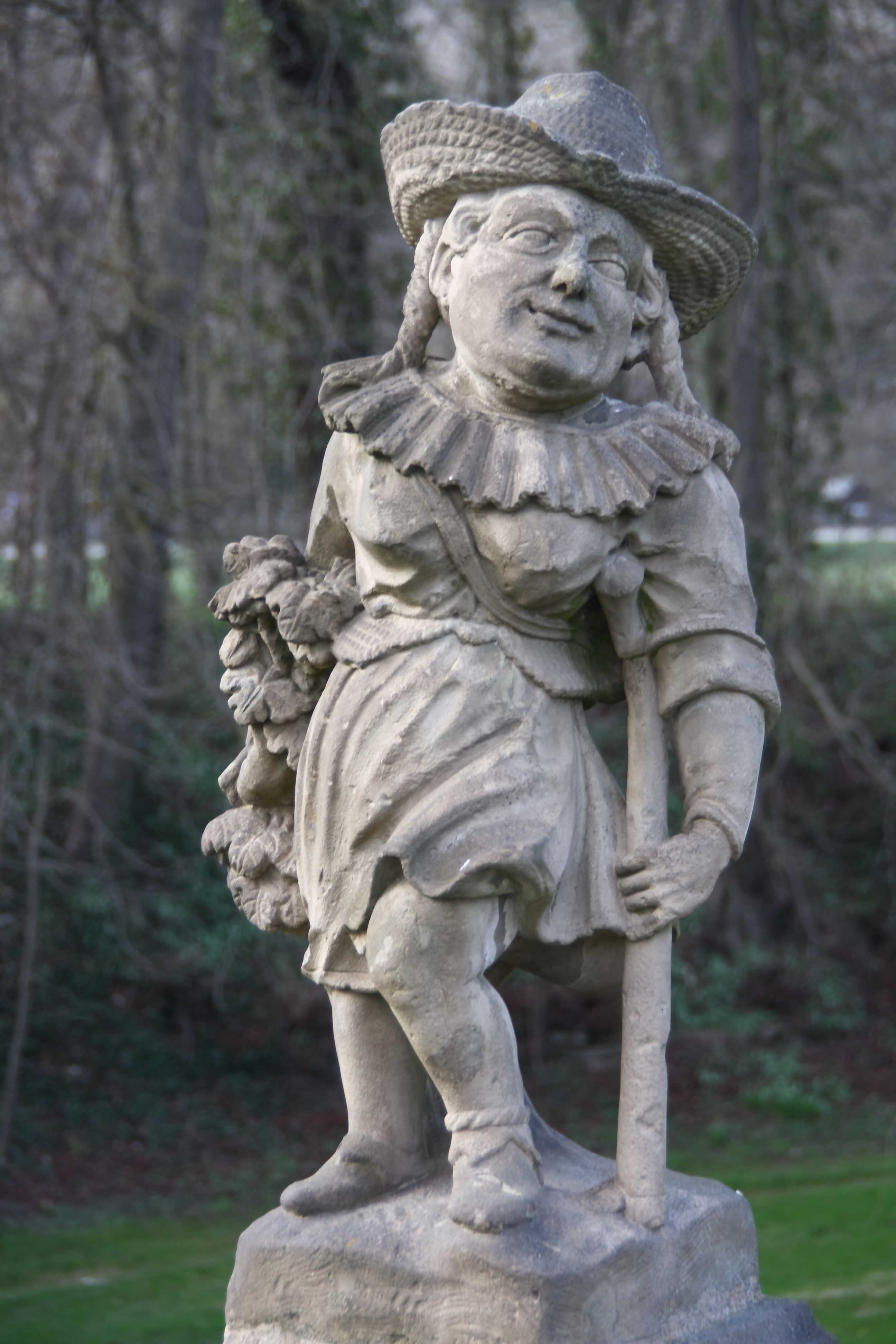
III. Die Hirtin
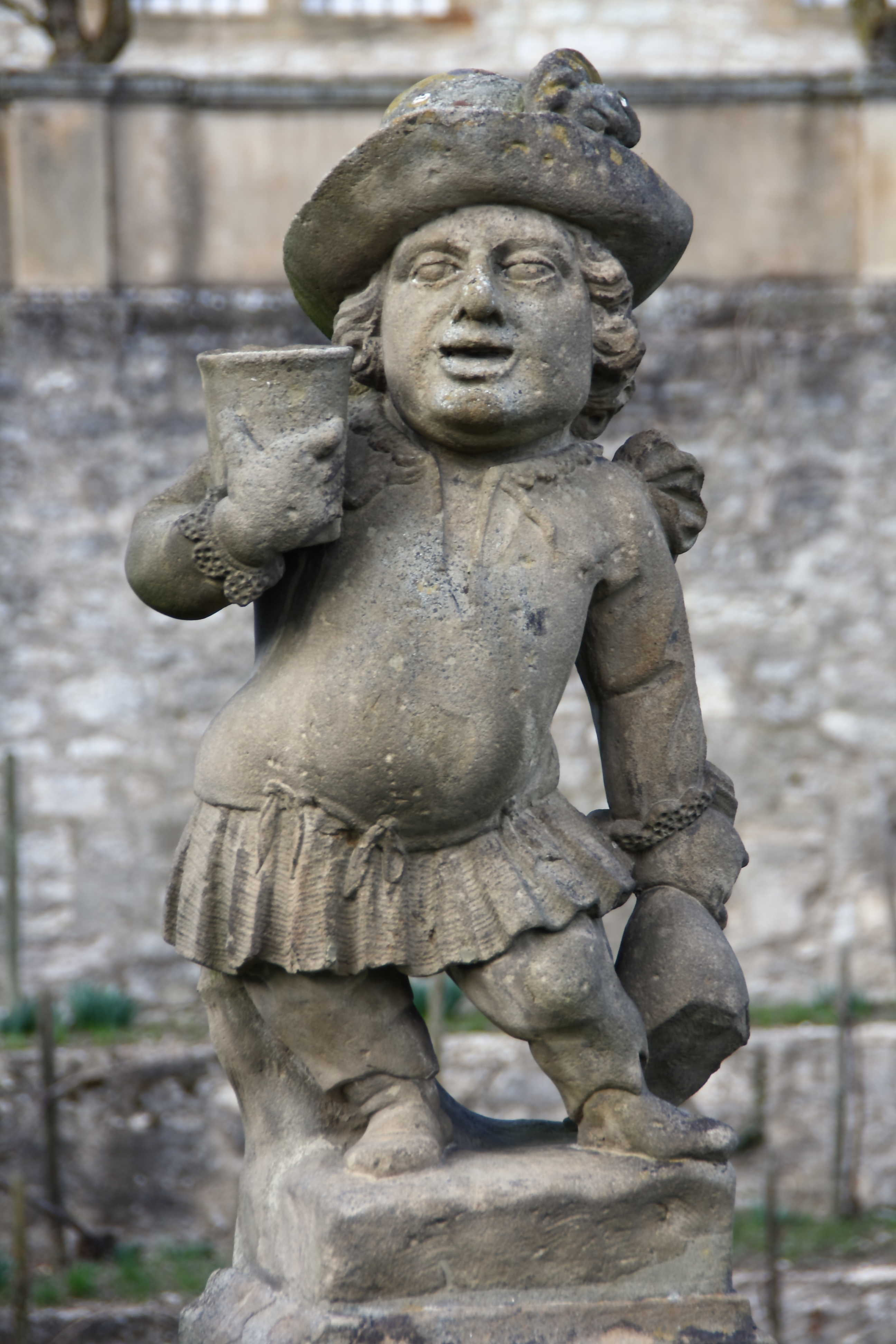
IV. Der Küchen- und Kellermeister
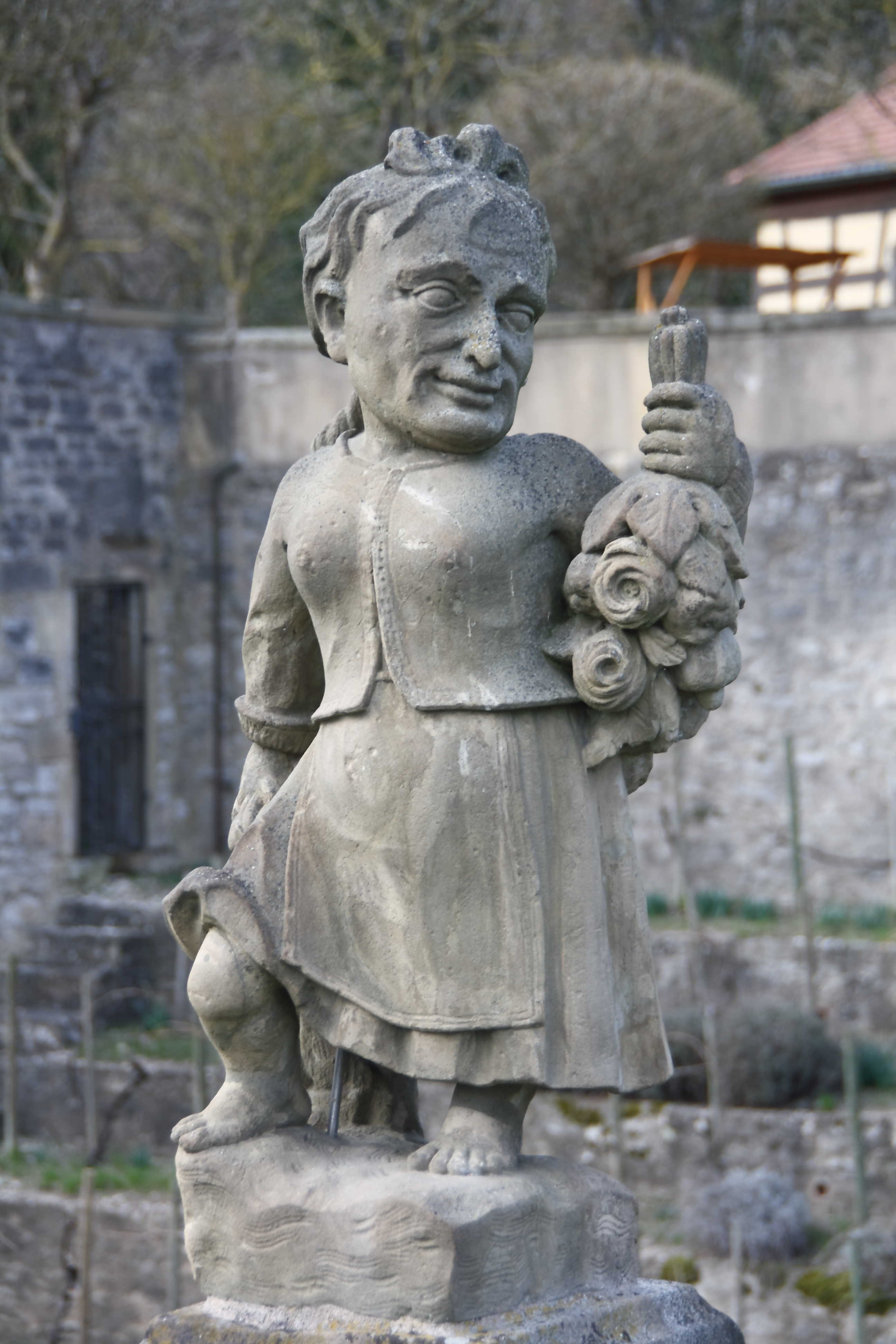
V. Die Hofgärtnerin
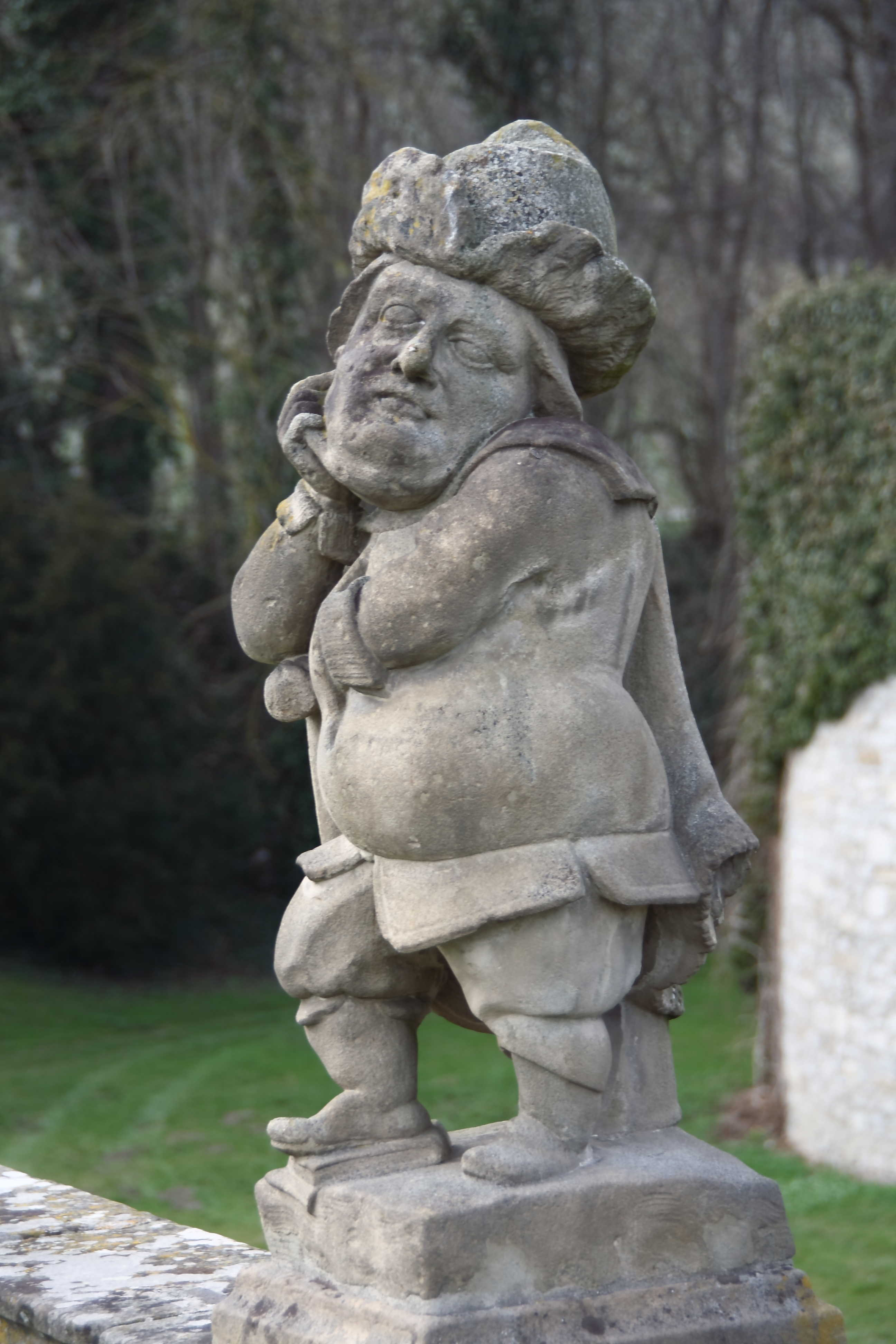
VI. Der Faulpelz
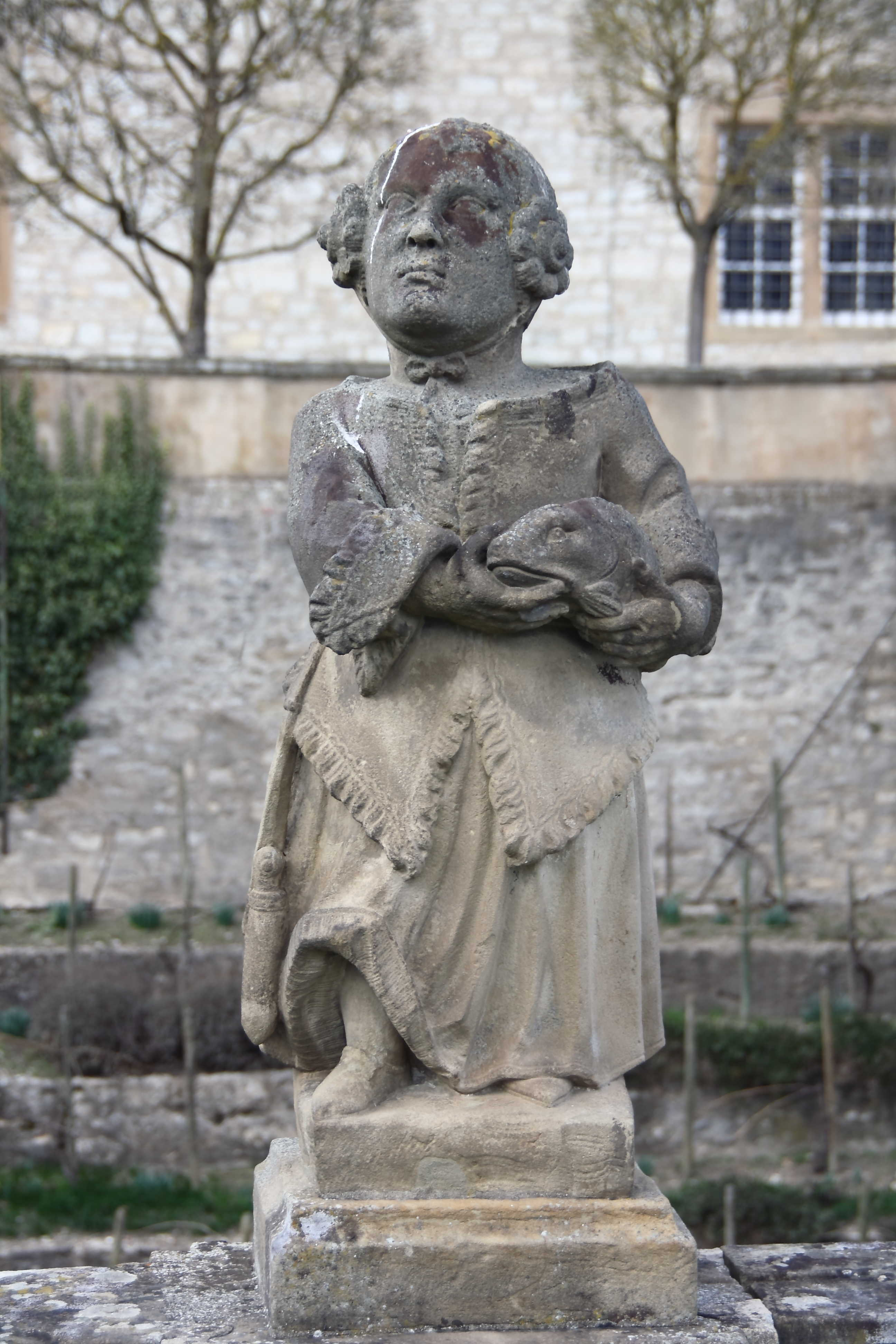
VII. Die Haushofmeisterin
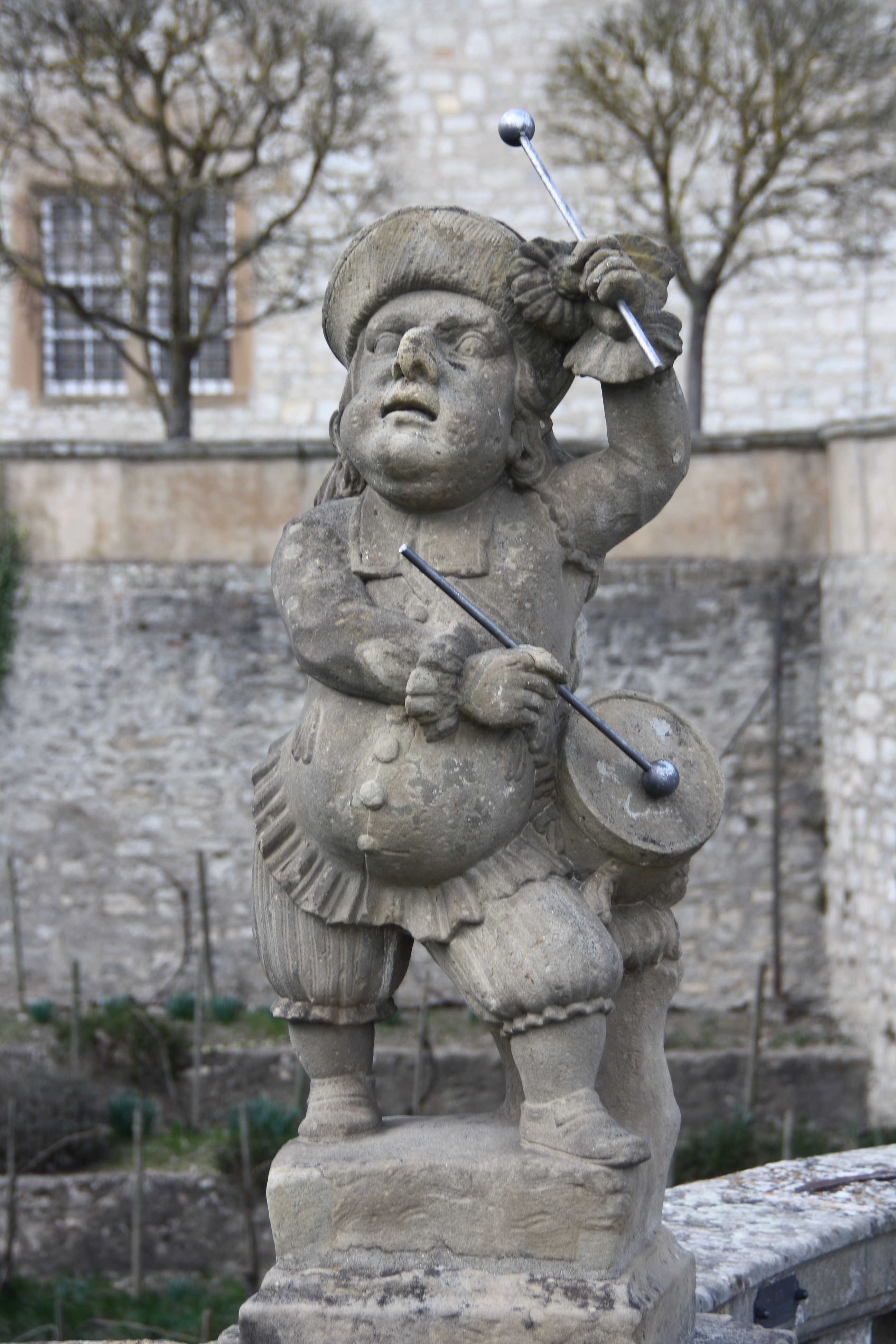
VIII. Der Trommler
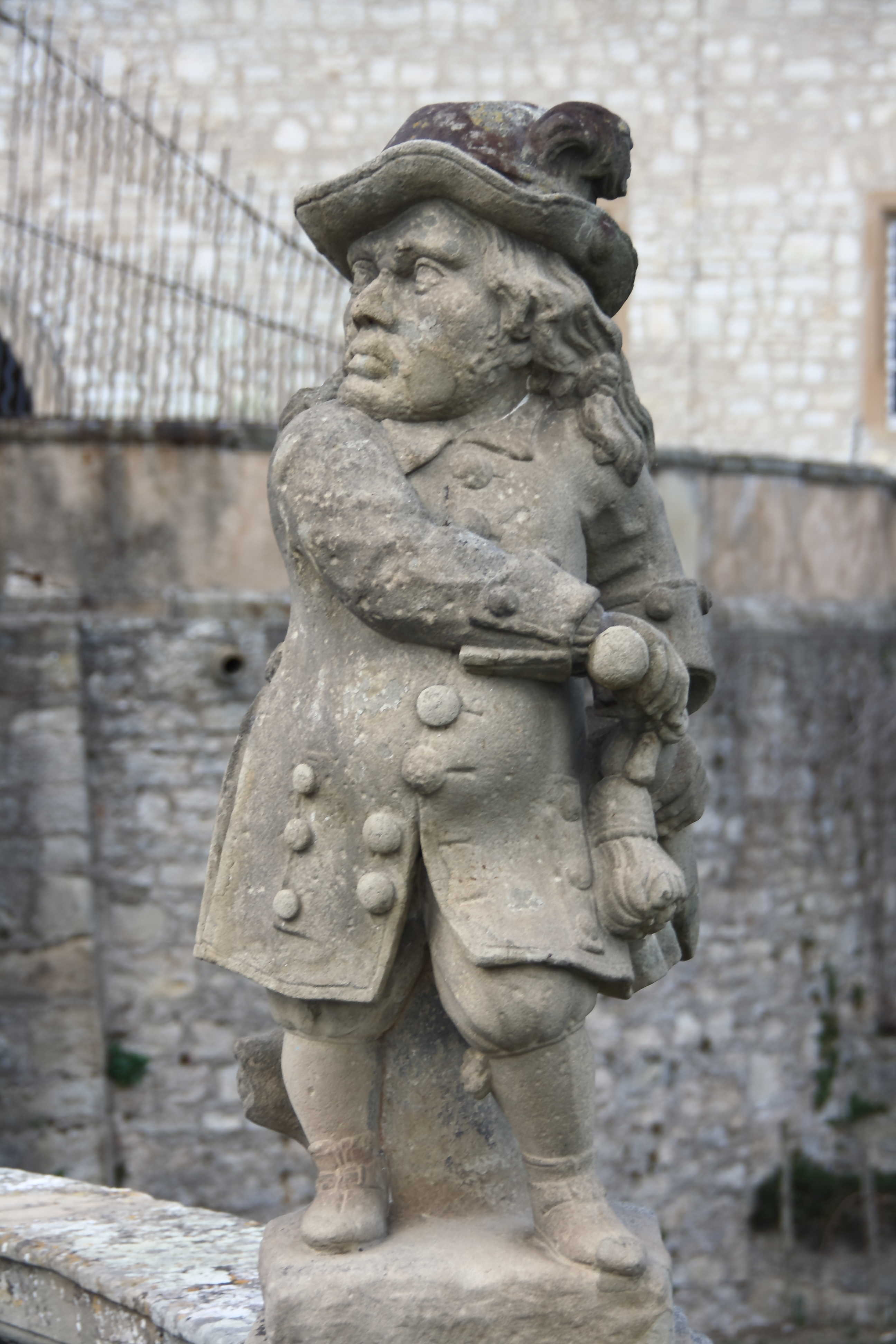
IX. Der Wachtmeister
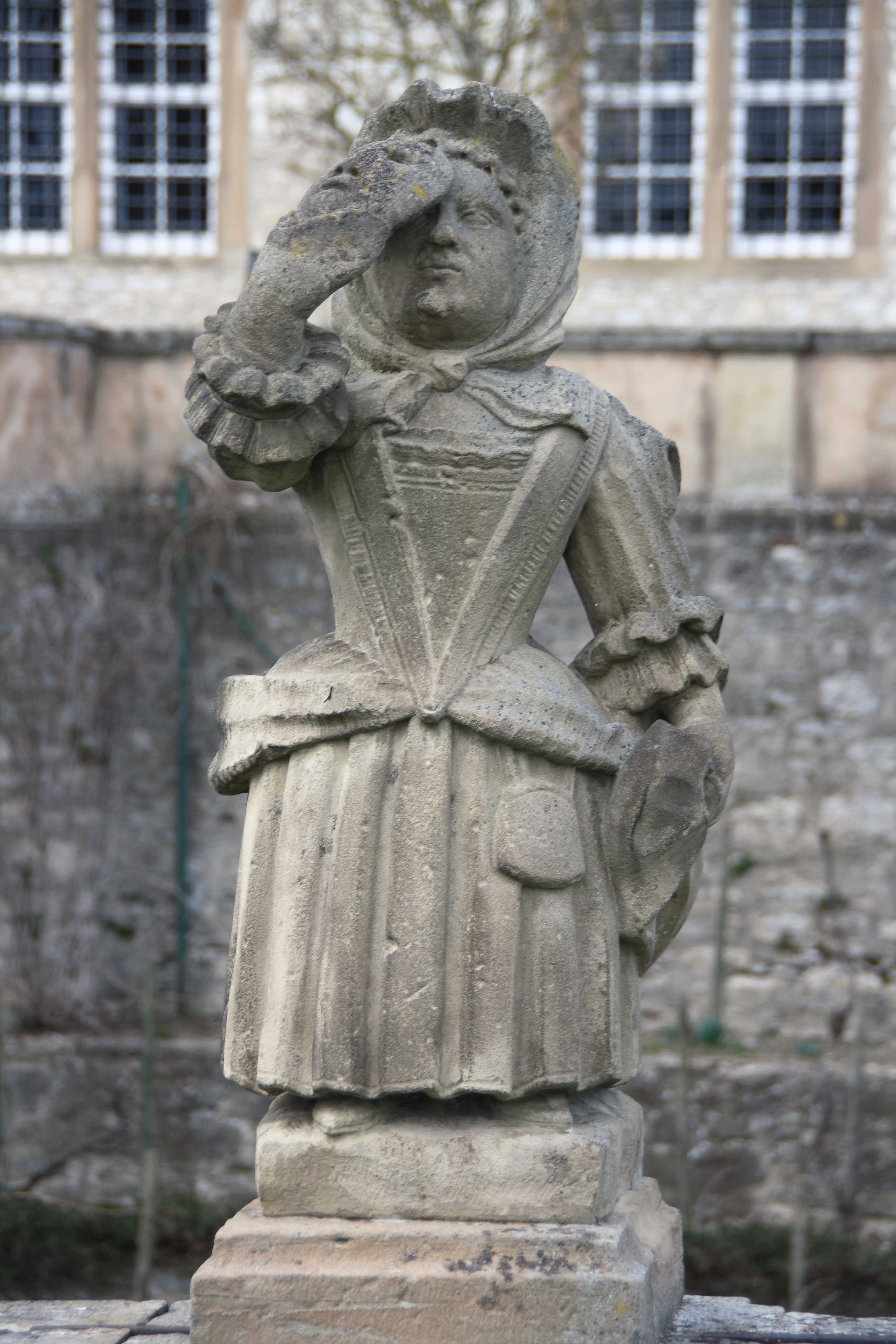
X. Die Hofdame
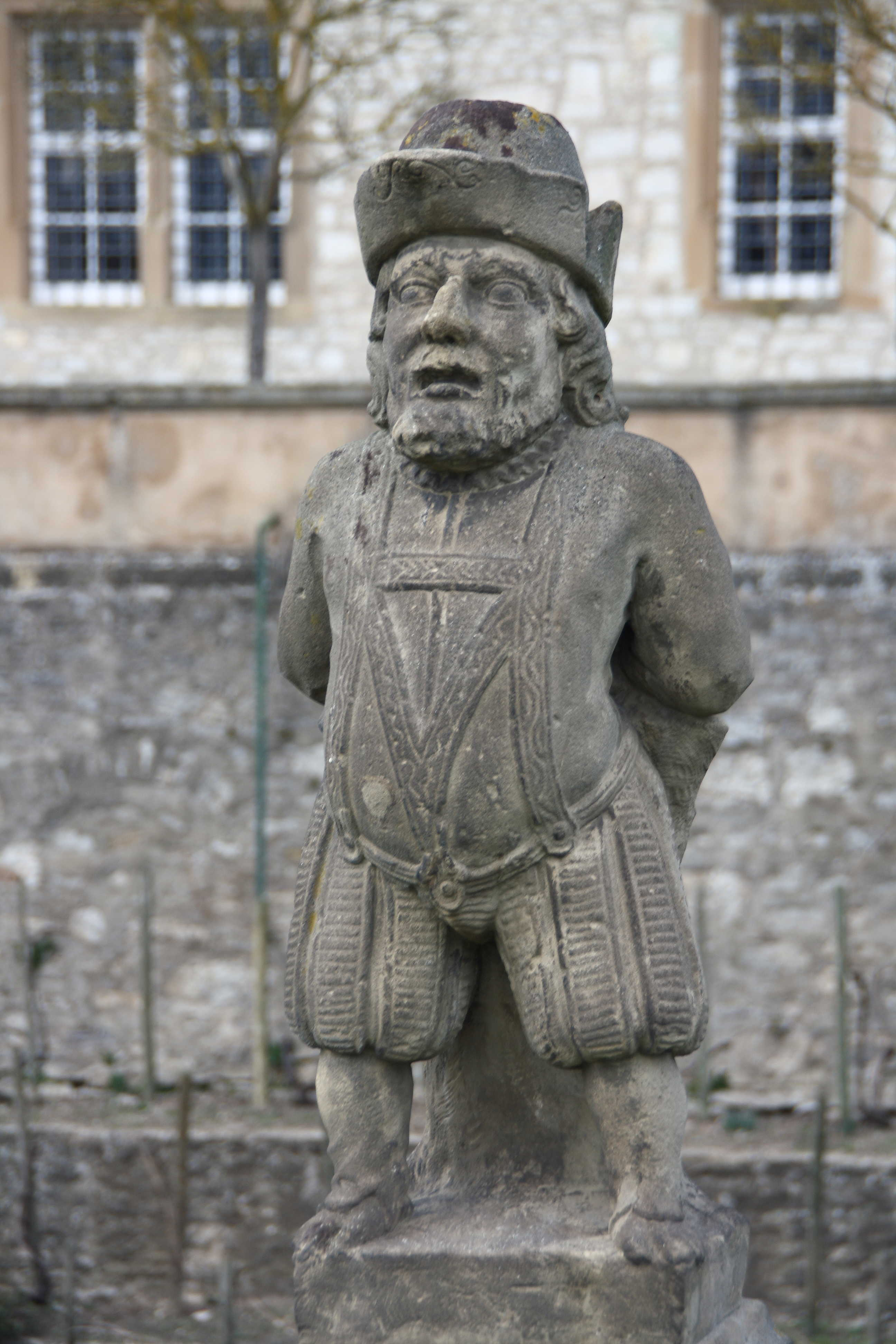
XI. Der Hofrat
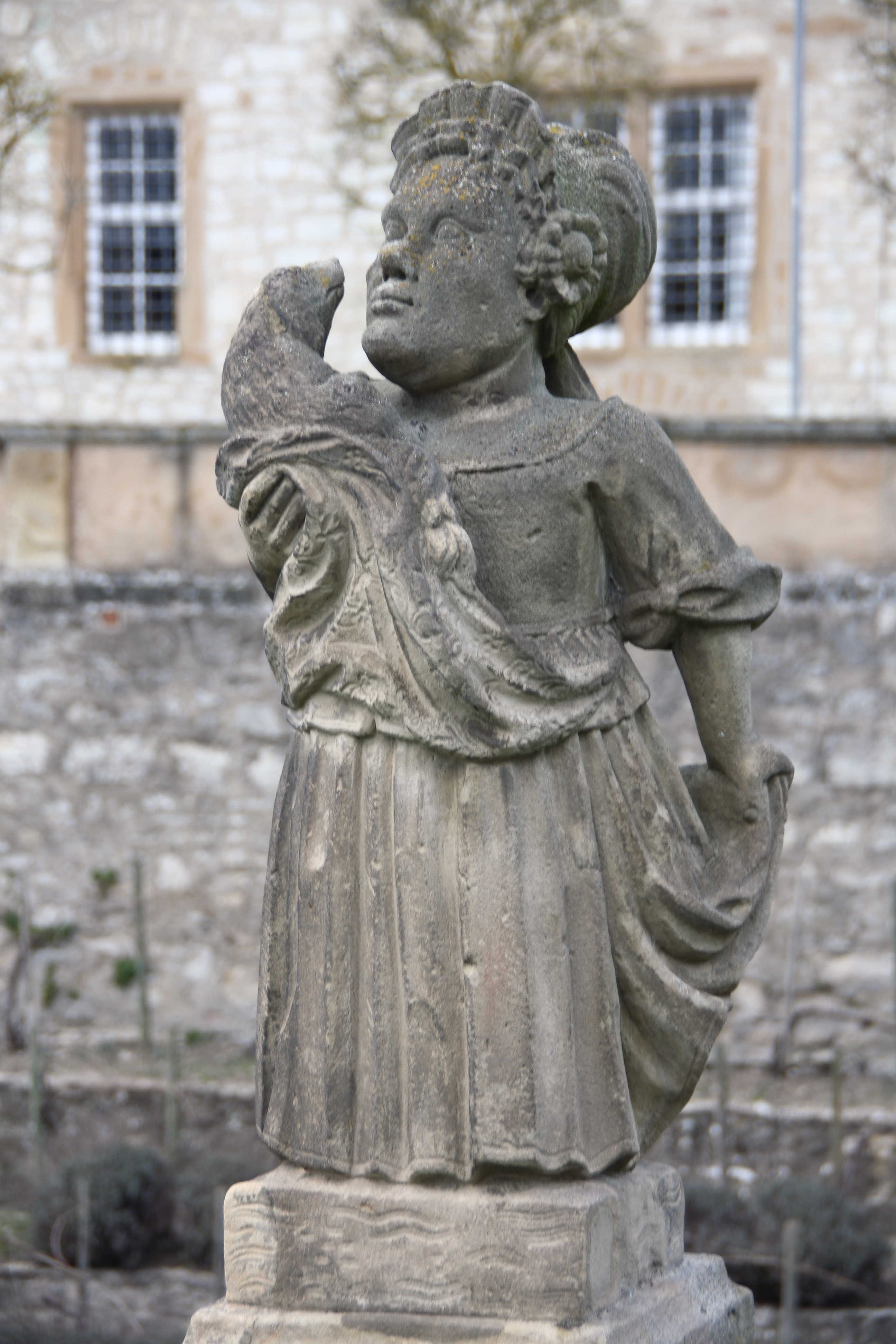
XII. Die Kammerzofe
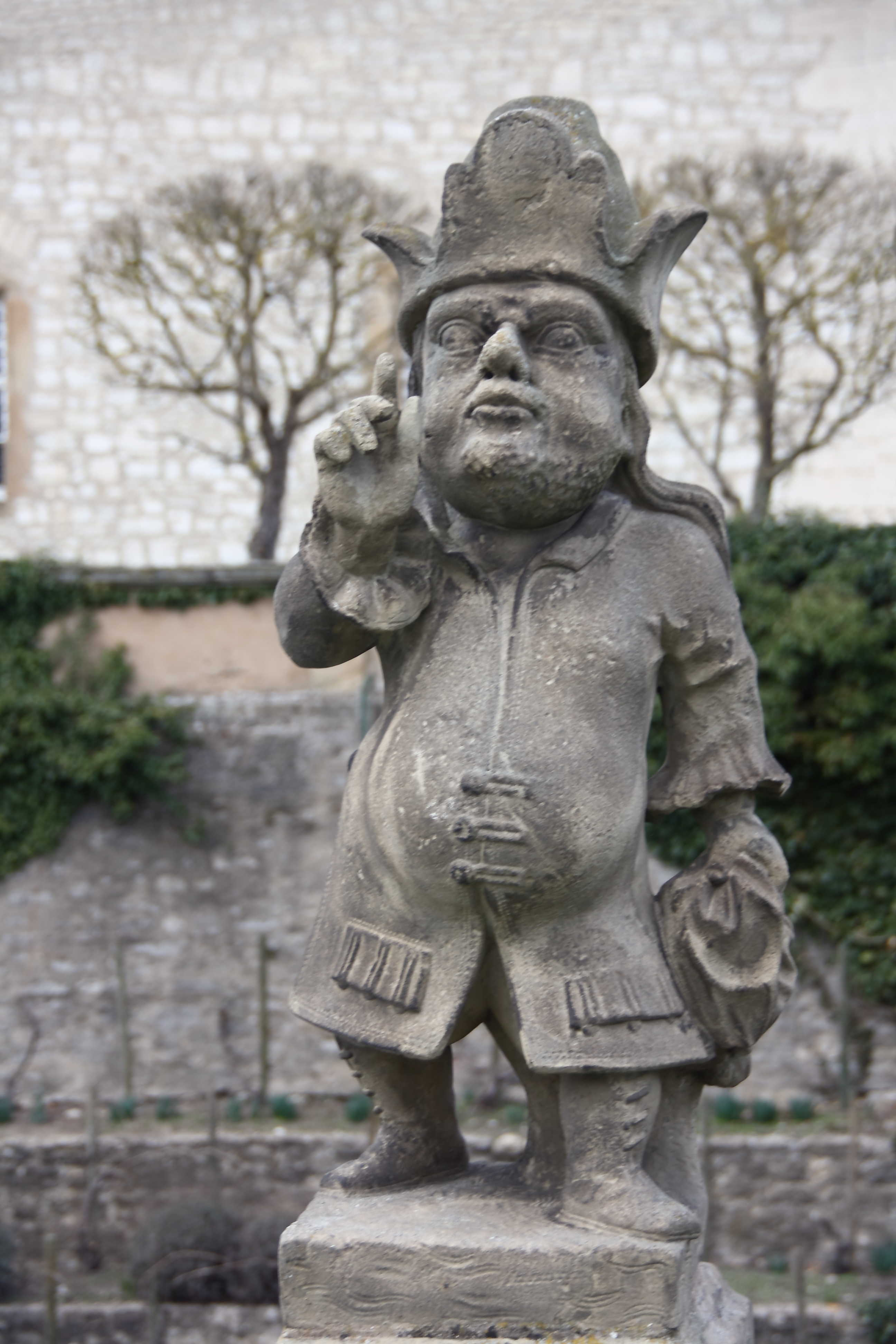
XIII. Der Kammerkassier
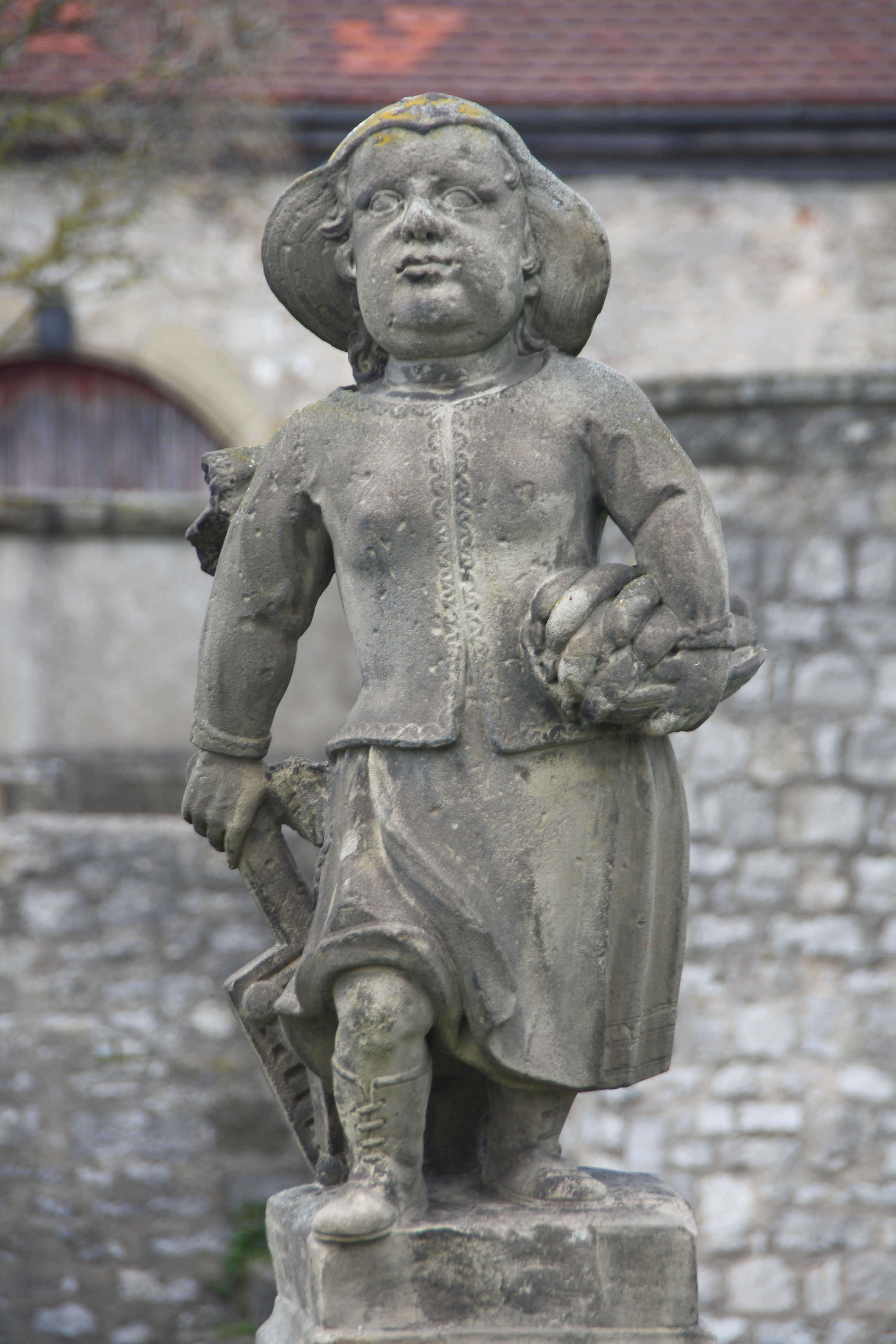
XIV. Die Hofköchin
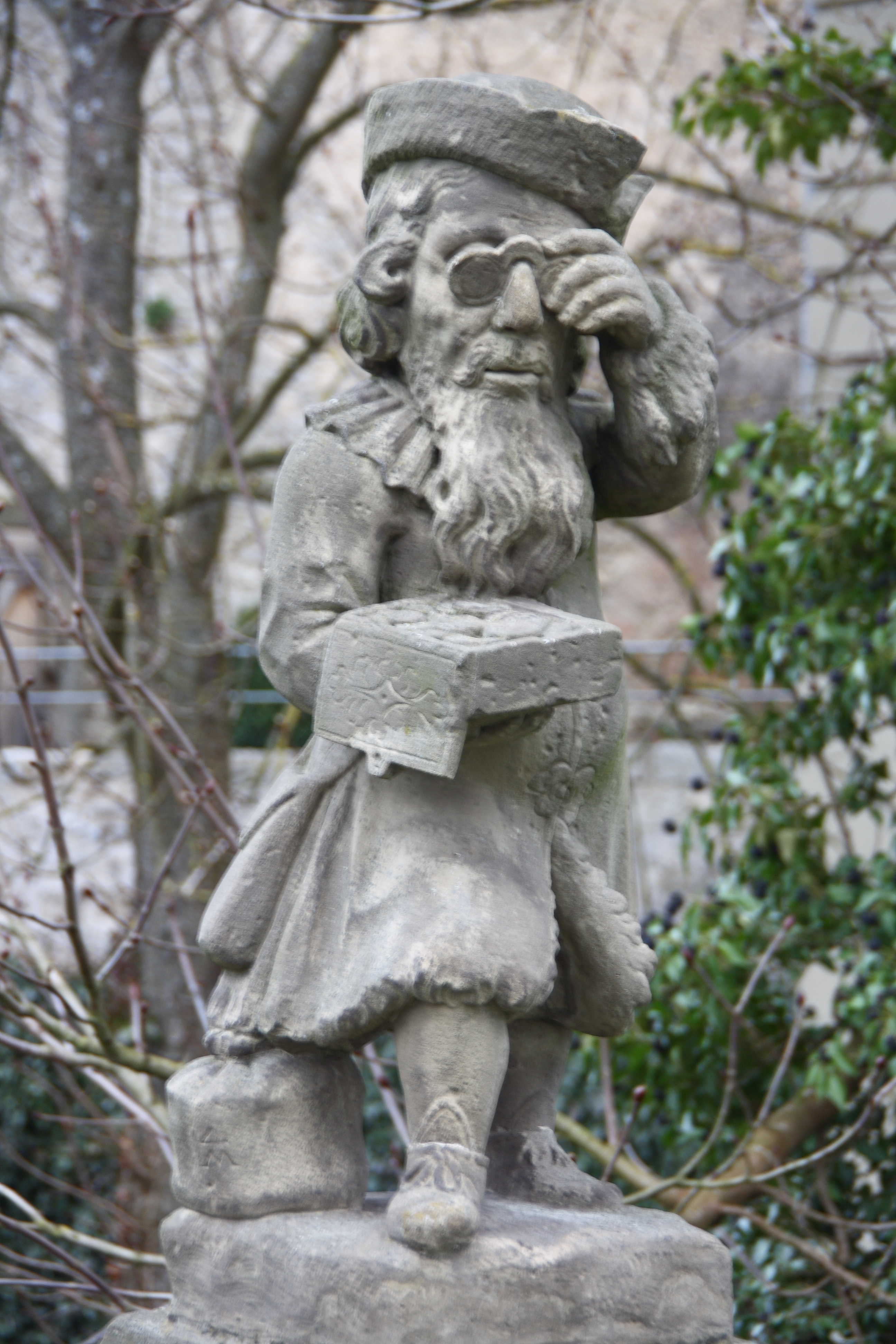
XV. Der Hoffaktor Lämmle Seligmann
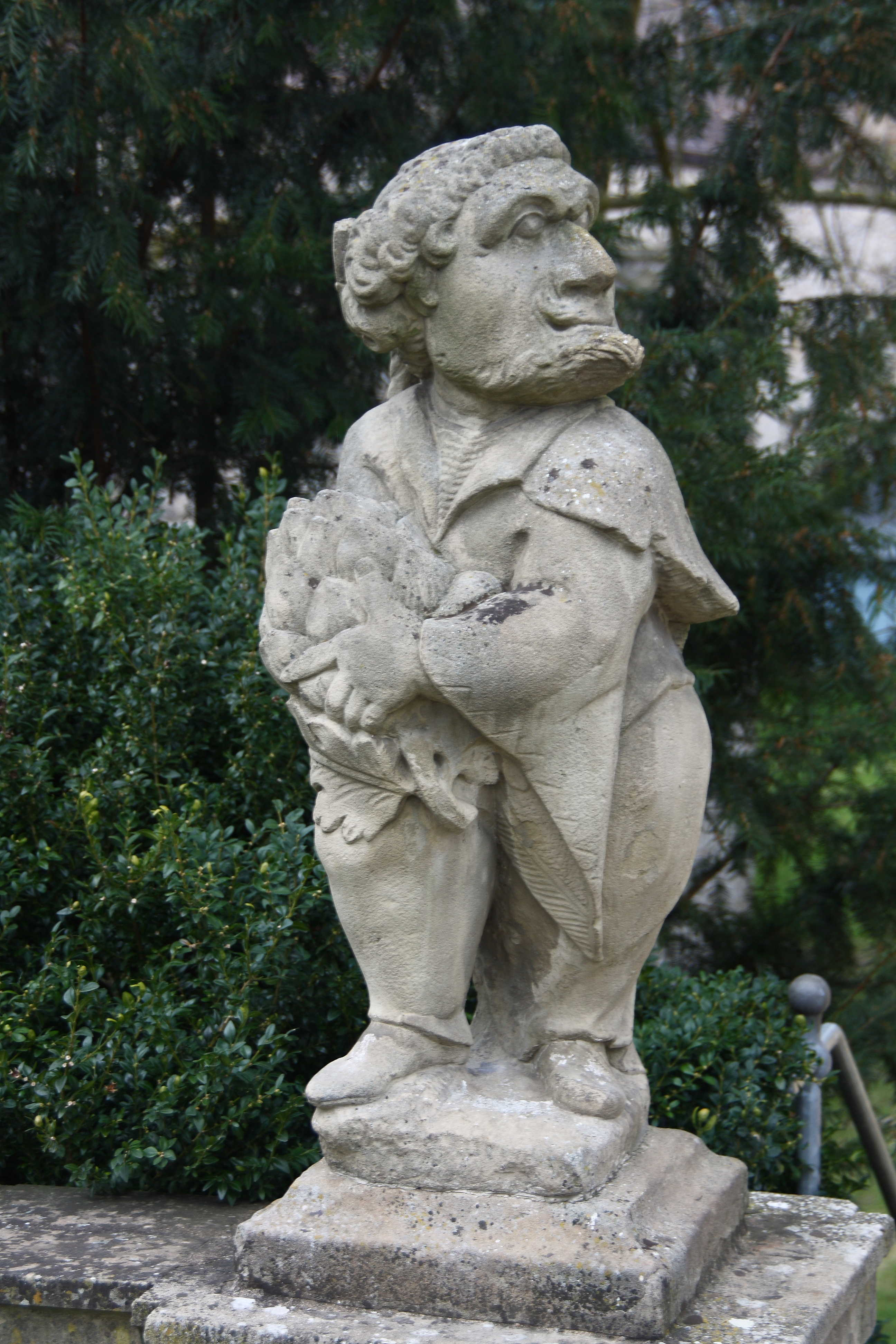
XVI. Der Braumeister